# Kvalifikace na Mistrovství Evropy ve fotbale 2004 – skupina 7
Zápasy této kvalifikační skupiny na Mistrovství Evropy ve fotbale 2004 se konaly v letech 2002 a 2003. Z pěti účastníků si postup na závěrečný turnaj zajistil vítěz skupiny. Druhý tým skupiny hrál baráž.

## Tabulka
| Tým             | Z | V | R | P | VG | IG | B  |
| --------------- | - | - | - | - | -- | -- | -- |
| Anglie          | 8 | 6 | 2 | 0 | 14 | 5  | 20 |
| Turecko         | 8 | 6 | 1 | 1 | 17 | 5  | 19 |
| Slovensko       | 8 | 3 | 1 | 4 | 11 | 9  | 10 |
| Makedonie       | 8 | 1 | 3 | 4 | 11 | 14 | 6  |
| Lichtenštejnsko | 8 | 0 | 1 | 7 | 2  | 22 | 1  |

## Zápasy
| 7. září 2002            |       |           |                                                                                         |
| Turecko                 | 3 – 0 | Slovensko | Ali Sami Yen Stadium, Istanbul diváci: 18,000 rozhodčí: Antonio Jesús López Nieto (ESP) |
| Akın 14' Erdem 44', 65' |       |           | Ali Sami Yen Stadium, Istanbul diváci: 18,000 rozhodčí: Antonio Jesús López Nieto (ESP) |

| 8. září 2002    |       |            |                                                                         |
| Lichtenštejnsko | 1 – 1 | Makedonie  | Rheinpark Stadion, Vaduz diváci: 2,300 rozhodčí: Vitaliy Godulyan (UKR) |
| Stocklasa 90'   |       | Hristov 8' | Rheinpark Stadion, Vaduz diváci: 2,300 rozhodčí: Vitaliy Godulyan (UKR) |

| 12. října 2002 |       |                      |                                                                          |
| Slovensko      | 1 – 2 | Anglie               | Tehelné pole, Bratislava diváci: 27,000 rozhodčí: Domenico Messina (ITA) |
| Németh 23'     |       | Beckham 64' Owen 82' | Tehelné pole, Bratislava diváci: 27,000 rozhodčí: Domenico Messina (ITA) |

| 12. října 2002 |       |                    |                                                                         |
| Makedonie      | 1 – 2 | Turecko            | Gradski Stadium, Skopje diváci: 12,000 rozhodčí: Knud Erik Fisker (DEN) |
| Grozdanoski 2' |       | Okan 29' Nihat 53' | Gradski Stadium, Skopje diváci: 12,000 rozhodčí: Knud Erik Fisker (DEN) |

| 16. října 2002                              |       |                 |                                                                              |
| Turecko                                     | 5 – 0 | Lichtenštejnsko | Ali Sami Yen Stadium, Istanbul diváci: 19,000 rozhodčí: Jurij Baskakov (RUS) |
| Okan 7' Davala 14' Mansız 23' Akın 81', 90' |       |                 | Ali Sami Yen Stadium, Istanbul diváci: 19,000 rozhodčí: Jurij Baskakov (RUS) |

| 16. října 2002          |       |                         |                                                                                    |
| Anglie                  | 2 – 2 | Makedonie               | St Mary's Stadium, Southampton diváci: 32,095 rozhodčí: Arturo Daudén Ibáñez (ESP) |
| Beckham 12' Gerrard 35' |       | Šakiri 10' Trajanov 24' | St Mary's Stadium, Southampton diváci: 32,095 rozhodčí: Arturo Daudén Ibáñez (ESP) |

| 29. března 2003 |       |                       |                                                                        |
| Makedonie       | 0 – 2 | Slovensko             | Gradski Stadium, Skopje diváci: 10,000 rozhodčí: Laurent Duhamel (FRA) |
|                 |       | Petráš 28' Reiter 90' | Gradski Stadium, Skopje diváci: 10,000 rozhodčí: Laurent Duhamel (FRA) |

| 29. března 2003 |       |                      |                                                                            |
| Lichtenštejnsko | 0 – 2 | Anglie               | Rheinpark Stadion, Vaduz diváci: 3,548 rozhodčí: Georgios Kasnaferis (GRE) |
|                 |       | Owen 28' Beckham 53' | Rheinpark Stadion, Vaduz diváci: 3,548 rozhodčí: Georgios Kasnaferis (GRE) |

| 2. dubna 2003                          |       |                 |                                                                                        |
| Slovensko                              | 4 – 0 | Lichtenštejnsko | Štadión Antona Malatinského, Trnava diváci: Closed Doors rozhodčí: Darko Ceferin (SVN) |
| Reiter 19' Németh 50', 64' Janočko 89' |       |                 | Štadión Antona Malatinského, Trnava diváci: Closed Doors rozhodčí: Darko Ceferin (SVN) |

| 2. dubna 2003                  |       |         |                                                                       |
| Anglie                         | 2 – 0 | Turecko | Stadium of Light, Sunderland diváci: 46,667 rozhodčí: Urs Meier (SUI) |
| Vassell 75' Beckham 90' (pen.) |       |         | Stadium of Light, Sunderland diváci: 46,667 rozhodčí: Urs Meier (SUI) |

| 7. června 2003 |       |           |                                                                     |
| Slovensko      | 0 – 1 | Turecko   | Tehelné pole, Bratislava diváci: 15,000 rozhodčí: Terje Hauge (NOR) |
|                |       | Nihat 12' | Tehelné pole, Bratislava diváci: 15,000 rozhodčí: Terje Hauge (NOR) |

| 7. června 2003                             |       |                 |                                                                     |
| Makedonie                                  | 3 – 1 | Lichtenštejnsko | Gradski Stadium, Skopje diváci: 6,000 rozhodčí: Jaroslav Jara (CZE) |
| Sedloski 39' (pen.) Krstev 52' Stojkov 82' |       | Beck 20'        | Gradski Stadium, Skopje diváci: 6,000 rozhodčí: Jaroslav Jara (CZE) |

| 11. června 2003                         |       |                            |                                                                            |
| Turecko                                 | 3 – 2 | Makedonie                  | BJK İnönü Stadium, Istanbul diváci: 22,000 rozhodčí: Roberto Rosetti (ITA) |
| Nihat 25' Karadeniz 47' Hakan Şükür 57' |       | Grozdanoski 23' Šakiri 27' | BJK İnönü Stadium, Istanbul diváci: 22,000 rozhodčí: Roberto Rosetti (ITA) |

| 11. června 2003      |       |             |                                                                                |
| Anglie               | 2 – 1 | Slovensko   | Riverside Stadium, Middlesbrough diváci: 35,000 rozhodčí: Wolfgang Stark (GER) |
| Owen 61' (pen.), 72' |       | Janočko 31' | Riverside Stadium, Middlesbrough diváci: 35,000 rozhodčí: Wolfgang Stark (GER) |

| 6. září 2003 |       |                               |                                                                           |
| Makedonie    | 1 – 2 | Anglie                        | Gradski Stadium, Skopje diváci: 10,000 rozhodčí: Frank de Bleeckere (BEL) |
| Hristov 28'  |       | Rooney 52' Beckham 63' (pen.) | Gradski Stadium, Skopje diváci: 10,000 rozhodčí: Frank de Bleeckere (BEL) |

| 6. září 2003    |       |                                    |                                                                        |
| Lichtenštejnsko | 0 – 3 | Turecko                            | Rheinpark Stadion, Vaduz diváci: 3,548 rozhodčí: Dick van Egmond (NED) |
|                 |       | Metin 14' Okan 41' Hakan Sükür 50' | Rheinpark Stadion, Vaduz diváci: 3,548 rozhodčí: Dick van Egmond (NED) |

| 10. září 2003 |       |                 |                                                                       |
| Slovensko     | 1 – 1 | Makedonie       | Stadium Pod Dubňom, Žilina diváci: 2,286 rozhodčí: Leif Sundell (SWE) |
| Németh 25'    |       | Dimitrovski 62' | Stadium Pod Dubňom, Žilina diváci: 2,286 rozhodčí: Leif Sundell (SWE) |

| 10. září 2003       |       |                 |                                                                          |
| Anglie              | 2 – 0 | Lichtenštejnsko | Old Trafford, Manchester diváci: 64,931 rozhodčí: Knud Erik Fisker (DEN) |
| Owen 46' Rooney 52' |       |                 | Old Trafford, Manchester diváci: 64,931 rozhodčí: Knud Erik Fisker (DEN) |

| 11. října 2003 |       |        |                                                                                    |
| Turecko        | 0 – 0 | Anglie | Şükrü Saracoğlu Stadium, Istanbul diváci: 45,000 rozhodčí: Pierluigi Collina (ITA) |
|                |       |        | Şükrü Saracoğlu Stadium, Istanbul diváci: 45,000 rozhodčí: Pierluigi Collina (ITA) |

| 11. října 2003  |       |                 |                                                                   |
| Lichtenštejnsko | 0 – 2 | Slovensko       | Rheinpark Stadion, Vaduz diváci: 800 rozhodčí: Jouni Hyytiä (FIN) |
|                 |       | Vittek 40', 56' | Rheinpark Stadion, Vaduz diváci: 800 rozhodčí: Jouni Hyytiä (FIN) |